# Netspanning
Netspanning is wisselspanning van minder dan 1000 volt die via het elektriciteitsnet aan de kleinverbruikers wordt geleverd. Gewoonlijk wordt met netspanning de spanning bedoeld die thuis op het stopcontact staat, namelijk een spanning van circa 220 tot 240 volt. Dit is een RMS-waarde, ook wel een effectieve waarde genoemd. Het is de spanning die binnen de Europese Unie standaard aan de consument wordt geleverd via het laagspanningsnet, traditioneel aangeduid als het lichtnet. Buiten Europa wordt ook wel wisselspanning geleverd met een andere elektrische spanning en netfrequentie. Ook netstekkers kunnen per land verschillen. 
De naam lichtnet ontstond doordat verlichting rond 1900 aanvankelijk de belangrijkste toepassing van het elektrische distributienet was. De laagspanningsnetwerken zijn met transformatorstations verbonden met energieleveranciers en hoogspanningsnetwerken (meerdere duizenden volt). De genoemde spanningen in dit artikel betreffen de effectieve waarden.

## Definities
Technisch valt onder laagspanning alle wisselspanning tot 1000 volt (1 kV) en gelijkspanning tot 1500 volt (1,5 kV). In het algemene spraakgebruik wordt met het laagspanningsnet het huis, tuin en keuken-elektriciteitsnet met wisselspanning van rond 230 volt bedoeld. De wettelijk vereiste minimale waarde is in Nederland 207 volt, de maximale 253 volt.

## Beheer
In Nederland ligt het beheer van het landelijke elektriciteitsnetwerk bij TenneT. Het Europese netwerk verbindt zij met de regionale netwerken. De bedrijven die in Nederland het beheer op regionaal niveau uitvoeren zijn: Coteq Netbeheer, Enduris, Enexis, Liander, RENDO Netwerken, Stedin en Westland Infra.

## Spanning en frequentie
De spanning en frequentie zijn in het begin van de 20e eeuw een omstreden onderwerp geweest, waarover deskundigen als Thomas Edison (aanvankelijk voorstander van een lichtnet op gelijkstroom) en Nikola Tesla (de uitvinder van de wisselstroom) het niet eens konden worden. Dit meningsverschil wordt de "Oorlog van de stromen" genoemd. Fabrikanten als Siemens hebben ook een inbreng gehad in de realisatie van de eerste lichtnetten, waardoor een lappendeken aan verschillende spanningen ontstond.

Lichtnetspanning en -frequentie over de wereld

De hoogte van de spanning is een compromis tussen enerzijds een zo laag mogelijke spanning vanwege de elektrische veiligheid en anderzijds een beperking van de maximale elektrische stroom, die de minimale dikte van de geleiders bepaalt. Om hetzelfde elektrisch vermogen over te brengen, moet men de stroom verdubbelen als men de spanning wil halveren. Tesla had ingeschat dat circa 220 volt een goed compromis zou zijn.
De hoogte van de frequentie, die wordt begrensd door mechanische beperkingen in een elektrische dynamo, bepaalt de omvang van de transformatoren. Tesla had ingeschat dat 60 Hz een goed compromis zou zijn.
Onder invloed van Edison is in de Verenigde Staten gekozen voor circa 110 V bij 60 Hz, terwijl onder invloed van onder andere Siemens in Europa is gekozen voor 220 V bij 50 Hz.
Voorheen was er meer variatie. Tot in de jaren zestig kwam in Nederland en België zowel 127 V als 220 V voor. Dat betekende dat men voorzichtig moest zijn bij de aankoop van apparatuur en als men apparatuur met buurtgenoten uitwisselde. In Groot-Brittannië gold een spanning van 240 V.
Tegenwoordig is de wereld verdeeld in een paar grote blokken, met in Europa 50 Hz en 230 V als standaard en in de Verenigde Staten 60 Hz en 120 V als standaard. Daarnaast zijn er ook diverse kleine landen met afwijkende spanningen.
In Europa was gekozen voor 50 Hz (50× per seconde = 3000× per minuut). De generator met één poolpaar draait dan 3000 omwentelingen per minuut, in de Verenigde Staten 3600 tr/min.
De keuze voor 60 Hz werd ingegeven door een nog hoger rendement bij een hoger toerental van de turbine. Bij een hogere frequentie (60 Hz in plaats van 50 Hz) kunnen ook kleinere transformatoren voor hetzelfde vermogen gebruikt worden.
De transportverliezen zijn echter weer hoger dan bij 50 Hz.
Door dit verschil in netfrequentie is elektrische apparatuur gemaakt voor het Europese 50 Hz-net, soms niet bruikbaar in een 60 Hz-net en andersom ook niet.
Veel moderne apparaten, zoals computers, gebruiken een voeding met een ruim bereik aan ingangsspanningen en frequenties. Daardoor werken deze probleemloos op het Amerikaanse of Europese net zonder dat er iets hoeft te worden omgeschakeld.

### Harmonisatie

#### Nederland: van 127 naar 220 volt

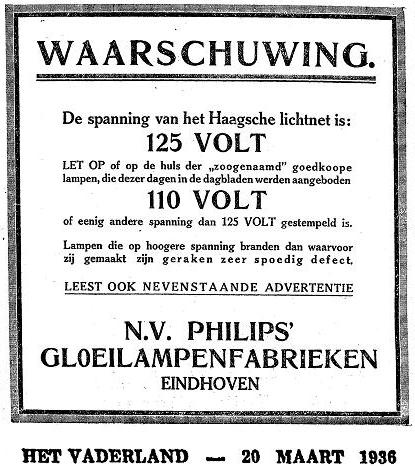
Den Haag had in 1936 een netspanning van 125 volt.

In Nederland en België kwamen tot in de jaren zeventig twee netspanningen op het stopcontact voor: 127 en 220 V.
Er waren drie soorten aansluitingen:
| Tot de meterkast | In huis                  |                                    |
| ---------------- | ------------------------ | ---------------------------------- |
| 127 / 220        | 127 (tussen fase en nul) | komt sinds jaren 70 niet meer voor |
| 127 / 220        | 220 (tussen de fasen)    | verouderde levering, ongesaneerd   |
| 220 / 380        | 220 (tussen fase en nul) | modern                             |

In wijken waar 127/220 V werd geleverd, kon iedereen op verzoek 220 V krijgen door aansluiting tussen de fasen. De gebruiker moest dan echter zelf op eigen kosten zijn apparatuur aanpassen.
Gedurende de jaren 50 en 60 werden de huisaansluitingen door het elektriciteitsbedrijf geconverteerd naar 220 V. Dat kon gebeuren door de leverantie van 127/220 V te veranderen in 220/380 V, maar ook door de individuele gebruikers tussen de fasen aan te sluiten. Had de aangeslotene nog 127 V op het stopcontact, dan zorgde het elektriciteitsbedrijf voor de ombouw en vervanging van apparatuur en lampen. Had de aangeslotene al 220 V op het stopcontact, dan was er een aanpassing in de meterkast nodig (van 'tussen de fasen' naar 'tussen fase en nul').
De overgang naar 220/380 V was in 2003 niet helemaal voltooid, wat wil zeggen dat 127/220 V met aansluiting tussen de fasen toen nog voorkwam. Volgens toenmalig netwerkbeheerder Noord West Net (tegenwoordig Liander) waren er in 2003 in Amsterdam nog enkele netdelen met 127/220 V die gesaneerd moesten worden.
Dit was tezelfdertijd ook nog het geval in het oude centrum van Delft.
Degenen met een ongesaneerde aansluiting (met 220 V op het stopcontact) merken daar weinig van, sanering is dan ook niet bijzonder dringend. Sanering is bovendien problematisch: alle aangeslotenen moeten op het moment van de omschakeling (of kort daarvoor) thuis zijn om de aansluiting (tussen de fasen) te veranderen in tussen fase en nul.

#### Europa: naar 230 volt
Om de spanningen die in diverse landen gebruikt werden te harmoniseren, werd in Europa (in CENELEC-verband) in 1988 besloten om tot 2004 de spanning zeer geleidelijk naar 230 volt te brengen. Dit was een compromis tussen het continentale 220 V en het Britse 240 V. Dit betekent dat de spanning verhoogd werd van nominaal 220 volt (±10%) naar 230 volt (+6%/−10%). 
Nieuwe apparatuur wordt bewust voor deze hogere spanning ontworpen, maar oude apparaten (bijvoorbeeld elektrisch handgereedschap), antieke radio's met radiobuizen en gloeilampen en dergelijke hebben eronder te lijden. In veel apparaten neemt door de hogere spanning ook de stroom toe. Daardoor wordt meer warmte geproduceerd met als gevolg dat apparaten het eerder begeven. Door de verhoging naar 230 volt kwam ook de spanning tussen de fasen bij krachtstroomaansluitingen op 400 volt te liggen (vroeger 380 volt).
Niet alle landen veranderden de spanning op het lichtnet ook daadwerkelijk, maar door creatief schuiven met de toleranties vielen uiteindelijk de oude normen van 240 volt in Groot-Brittannië en 220 volt voor vrijwel de gehele rest van Europa uiteindelijk zo uit dat apparaten geschikt voor 230 volt (±10%) in alle landen konden worden aangesloten.
In Nederland zijn normen opgesteld waar de spanning aan dient te voldoen. Deze normen zijn vastgelegd als NEN-EN 50160. Voor de spanning is afgesproken dat de spanning naar beneden toe nooit meer dan 15% mag afwijken (195,5 volt) en naar boven nooit meer dan 10% (253 volt). Gedurende minimaal 95% van de meettijd mag de spanning niet meer dan 10% naar beneden afwijken (207 volt).

## Distributiesystemen
Naast verschillen in spanning en frequentie bestaan er ook verschillen in de wijze waarop de elektriciteit wordt gedistribueerd. Het driefasenet is de standaard in Europa. Het driefasenet is weer onder te verdelen in een net in sterschakeling, met drie fasen en een nul, en een net in driehoekschakeling, alleen drie fasen. Het gespleten eenfasenet wordt in Noord-Amerika gebruikt.
| distributiesysteem       | stroomvoerende leidingen                      | tussen fase en nul | tussen de fasen | op het stopcontact | |
| ------------------------ | --------------------------------------------- | ------------------ | --------------- | ------------------ | --- |
| driefasennet in ster     | vier te weten drie fasen en een nul           | 230                | 400             | 230                | algemeen in Europa. 127/220 volt kwam tot in de jaren zestig, onder andere, in Nederland voor en 120/208 volt komt in Noord-Amerika voor, met 60 Hz-frequentie. |
| driefasennet in driehoek | drie te weten drie fasen                      | nvt                | 230             | 230                | verouderd in Europa, komt nog in België en Noorwegen voor |
| gespleten eenfasenet     | drie, te weten twee gespleten fasen en de nul | 120                | 240             | 120                | algemeen voorkomend in Noord-Amerika |

### Driefasennet in sterschakeling

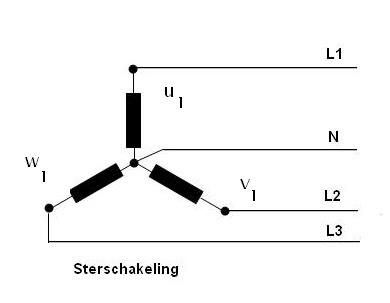
sterschakeling

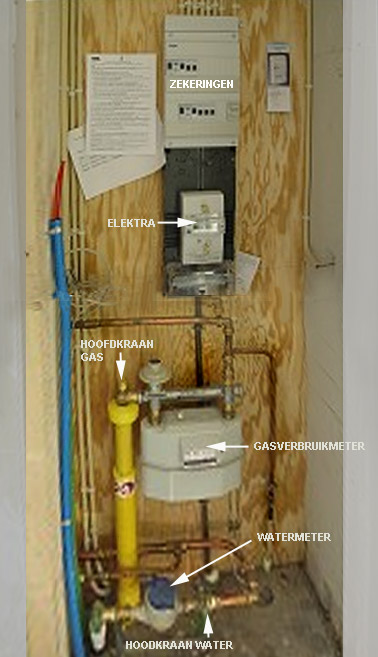
Meterkast met groepenkast

Bij een driefasennet in sterschakeling kent de driefasentransformator in het transformatorhuisje aan de secundaire zijde, van de lage spanning, vier leidingen: de drie fasenleidingen en een nulleiding. Zij komen in een sterpunt bijeen. Het stopcontact is in een dergelijk net verbonden met de nul en een van de drie fasedraden. Tegenwoordig is de spanning tussen fase en nul ongeveer 230 volt, maar tot in de jaren zestig van de twintigste eeuw kwam in een aantal Nederlandse steden 127 volt voor. Bij een driefasennet in sterschakeling is het ook mogelijk om stroom af te nemen tussen de fasen onderling, zoals dat bij driefasennet in driehoekschakeling gebeurt. De spanning tussen de fasen bedraagt 400 volt en wordt vooral voor apparatuur, die veel stroom nodig heeft, gebruikt zoals een lift, verwarming en zware motoren. De drie fasen worden in principe evenveel belast. Door de hogere spanning van 400V en gebruik van de drie fasen zijn grote vermogens mogelijk. Bij apparatuur met een groter verbruik dan 230V/16A zoals een elektrisch kooktoestel met kookplaten, wordt vaak de belasting gewoon over twee of drie fasen verdeeld, steeds tussen fase en nul, dus 230V. 
Hoewel dit distributiesysteem de norm is in Europa, komt het in Noord-Amerika voor woonhuizen veel minder vaak voor, aangezien men daar meestal een gespleten eenfasenet heeft. Op die plaatsen waar het driefasennet wel voorkomt, heeft men spanningen van 120 volt, tussen fase en nul, en 208 volt, tussen de fasen.

#### Aansluitingen van driefasennet in sterschakeling
In de huizen komen vanaf de wijkcentrale twee of vier van de vier draden van het lichtnet de groepenkast binnen, plus een draad naar een veiligheidsaarde. Op een van de twee, of op drie van de vier draden staat ten opzichte van de veiligheidsaarde een wisselspanning van 230 volt, 50 Hz; op de andere staat ten opzichte van de veiligheidsaarde nagenoeg geen spanning. De draad waarop deze wisselspanning staat noemen we fase, de andere noemen we nul. Bij drie aders met wisselspanning wordt dat daarom ook drie fasen. Omdat met drie fasen meer vermogen afgenomen kan worden, wordt dit ook wel krachtstroom genoemd. Ook noemt men dit regelmatig draaistroom, omdat er tussen iedere fase een verschuiving is van 120°. Dit is ook het gegeven waardoor (asynchrone) draaistroommotoren kunnen draaien op zo'n 2800 toeren per minuut tpm. Een synchrone motor zal exact op 3000 tpm moeten draaien, maar deze worden in de praktijk minder vaak toegepast.
Waar een fase het huis binnenkomt is een zekering opgenomen (hoofdzekering, in Nederland was 1 fase 25 ampère meest voorkomend, bij plaatsing van een nieuwe meter wordt meestal de 25A vervangen door een 35A, en in nieuwe installaties bij één fase is het vaak een automaat C 40. De nieuwe standaard is drie fase en dus 3 x 25A.). Vandaar gaat(n) de fase(n) en de nul door naar de kilowattuurmeter. Vanaf deze meter gaat(n) de fase(n) en de nul naar de hoofdschakelaar van de groepenkast. Hierna via een aardlekschakelaar naar de zekeringen en groepsschakelaar(s) of installatie-automa(a)t(en). Ook komen combinaties van groep en aardlekschakelaars voor (Alamat). Vanaf iedere groepsschakelaar/installatie-automaat verlaten de fases de groepenkast en komen uit in de centraaldozen in de verschillende vertrekken. Een centraaldoos zit meestal in het plafond. Vanuit de centraaldoos wordt het lichtpunt (onder de centraaldoos) bediend en lopen de leidingen naar de verschillende wandcontactdozen / lichtschakelaars. Vanaf de lichtschakelaar gaat de fase over in de zwarte of grijze schakeldraad. Deze loopt door tot aan de lamp. Vanaf de schroefdraadaansluiting van de lamp en vanaf iedere andere aansluiting van de wandcontactdozen loopt de nul dan terug naar de groepenkast. Deze gaat dan óf eerst door de installatie-automaat, óf rechtstreeks terug naar de nul-rail, waarvan het na de hoofdschakelaar als de hoofd-nul weer teruggaat naar de wijkcentrale.

### Driefasennet in driehoekschakeling

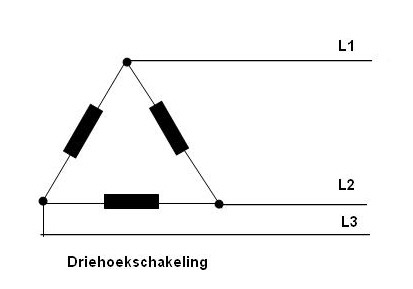
driehoekschakeling

Bij een driefasennet in driehoekschakeling kent de driefasentransformator in het transformatorhuisje aan de secundaire zijde, met de lage spanning, drie fasenleidingen. De nulleiding ontbreekt. Wandcontactdozen en dergelijke zijn in dit distributiesysteem verbonden met twee van de drie fasedraden. De spanning tussen de fasen is 220 à 230 volt. De spanning tussen de fase en de aarde is 127 à 133 volt. Om het stroomverbruik te kunnen meten op een dergelijk net, wordt vaak de Aronschakeling (2 wattmetermethode) gebruikt.
Het driefasennet in driehoek wordt beschouwd als verouderd en wordt meestal bij grootschalige netvernieuwing omgebouwd naar een driefasennet in sterschakeling. In de binnensteden van Delft (overgang op sterschakeling eind jaren 1990) en Amsterdam en in delen van België (Brussels gewest) is dit distributienet nog te vinden. In Vlaanderen en Nederland wordt het systeem vaak aangeduid als een "3 × 220 volt-aansluiting". Het is in Noorwegen en Albanië overigens nog steeds het meest gangbare distributiesysteem. In Noorwegen wordt deze wijze van distributie vaak IT-Nett genoemd, naar de wijze van aarden, hoewel een driefasennet in driehoek ook vaak met het TT-aardingssysteem wordt uitgerust.
Bij bijzondere situaties wordt driefasennet in driehoek gebruikt, zoals aan boord van Nederlandse marineschepen: een zwevend driehoeksnet, vrij van aarde. Bij oudere schepen is dat 115V/60Hz en nieuwe schepen 230V/60Hz, 60Hz vanwege veel militaire apparatuur die op 60Hz werkt.  

### Gespleten eenfasenet

gespleten eenfase

Bij een gespleten eenfasenet, split phase in het Engels, wordt gebruikgemaakt van een eenfasetransformator, die vaak aan de elektriciteitspaal is bevestigd. Deze transformator kent bij de secundaire wikkeling, aan de kant van de lage spanning, een middenaftakking die is geaard, waardoor de fase in feite in tweeën wordt gesplitst. De spanning tussen het ene uiteinde van de secundaire wikkeling en de geaarde middenaftakking bedraagt 120 volt. De spanning tussen het andere uiteinde en de middenaftakking bedraagt ook 120 volt, maar dan in tegenfase, 180 graden in fase verschoven. De spanning tussen beide fasedraden bedraagt daarmee dus 240 volt. Gewone apparatuur, die op 120 volt werkt, wordt aangesloten tussen een van de twee fasedraden en de nul, de middenaftakking, en zwaardere apparatuur van 240 volt zoals airconditioners tussen de twee fasen. Het systeem is voortgekomen uit het gelijkstroomsysteem van Thomas Edison. Dat systeem bestond uit een +100 volt, een −100 volt en een nuldraad.
Het gespleten eenfasenet komt algemeen voor in Noord-Amerika, maar in Europa is men met deze vorm van distributie nauwelijks bekend. Op het Britse platteland wordt dit distributiesysteem soms wel gebruikt, maar dan met een spanning van 230 volt tussen fase en nul, de middenaftakking. De spanning van 460 volt tussen de fasen wordt niet benut, omdat er geen elektrische apparatuur voor deze spanning beschikbaar is.

## Veiligheidsaarde
De veiligheidsaarde is een draad die direct, en zonder onderbrekers naar de aardelektrode gaat die zo diep in de grond is geplaatst, dat zij altijd in het grondwater staat. Idealiter zijn alle metalen delen van machines, toestellen en systemen aangesloten op deze veiligheidsaarde. Dit voorkomt dat iemand die de betreffende machine of toestel aanraakt onder spanning kan komen te staan als een isolatiedefect in de faseleiding binnen in de machine de buitenwand op 230 volt zet. Zodra de geaarde delen van het toestel met de faseleiding in aanraking komen, zal de kortsluitstroom vrijwel direct de smeltzekering of automaat doen uitschakelen, zodat aanrakingsgevaar wordt voorkomen.
In oude huizen zie je nog weleens dat er geen aardelektrode aanwezig is, maar dat de waterleiding gebruikt wordt als aarding. Toen de waterleidingen ook ondergronds nog van koper gemaakt waren gaf dat een prima aardleiding, met de huidige kunststof leidingen kan en mag dat niet meer. Op plaatsen waar het niet lukte om te aarden (door de gesteldheid van de ondergrond) werd soms "geaard" op de nulleiding.

## Aardlekbeveiliging
Een aardlek is een gedeeltelijke kortsluiting naar aarde. De isolatie is dan niet geheel versleten en/of de faseleiding maakt slechts beperkt contact met de metalen buitenkant van het apparaat. Ook vocht kan een aardlekstroom veroorzaken. Een aardlek kan echter zelfs gevaarlijker zijn dan een botte kortsluiting, want zo'n beperkt contact kan lang voortduren zonder door de zekering te worden afgeschakeld, en veel warmte opwekken wat brand kan veroorzaken. Tevens bestaat dan over langere tijd ernstig aanrakingsgevaar.
Vanwege de veiligheid is dan ook een aardlekschakelaar/verliesstroomschakelaar verplicht gesteld voor de meeste huisinstallaties. Deze schakelt af als de verschilstroom tussen fase en nul een bepaalde drempelwaarde overschrijdt. De drempelwaarde is 30 mA voor normale installaties; voor toepassingen waar een grotere lekstroom niet te vermijden is kan ook 300 mA toegepast worden. In woongebouwen is in Nederland alleen 30 mA toegestaan. In België is 30 mA enkel verplicht voor zgn. "natte" ruimtes.
Deze aardlekbeveiliging werkt op een verschilmeting van de twee stromen in de fase en de nul. Beide draden lopen door een ringvormige ijzeren kern die een eigen spoel heeft. Wanneer er exact evenveel stroom door de fase en de nul loopt, dan zal er in de ijzeren kern geen magnetisch veld worden opgewekt en zal er dus geen spanning in de eigen spoel worden geïnduceerd.
Wanneer er wel stroom weglekt, dan komt er via de nul minder stroom terug dan dat er door de fase weggaat en ontstaat er een verschil in veldsterkte van de twee draden. Hierdoor ontstaat er een magnetisch veld in de kern, waardoor de eigen spoel een spanning induceert. Zodra deze spanning een geijkte drempelwaarde overschrijdt zal de aardlekschakelaar afschakelen.

## Kleurcodes
| fasedraad | L         | bruin                     | groen                 |
| fasedraden drie fasen | L1 L2 L3  | bruin, zwart en grijs     | groen, zwart en blauw |
| schakeldraad | T         | zwart of grijs **         | zwart                 |
| nuldraad | N         | lichtblauw                | rood                  |
| aarddraad | Aarddraad | tweekleurig groen en geel | grijs of wit          |
| koppeldraad voor rookmelders |           | oranje                    |                       |
| * Sinds 2001 hanteert de Europese Unie het harmonisatiedocument HD 308 S2:2001. ** De kleur bruin mag alleen in kabels als schakeldraad worden gebruikt; niet in los getrokken draad. *** De oude kleuren worden niet meer toegepast, maar zijn soms nog wel in (woning)installaties van voor 1970 aanwezig. |           |                           |                       |

In oude huizen (voor ca. 1970) is voor de bedrading veelal de oude kleurcode gebruikt.
De fasedraad was groen, de nuldraad was rood. Dit was in strijd met de kleurcodes die elders worden gebruikt (bijvoorbeeld bij verkeerslichten), waar groen geldt als veilige kleur, terwijl rood als onveilig wordt beschouwd. Aangezien dit niet logisch was, werd besloten om andere kleuren draad te gebruiken. Ze konden niet zonder meer omgewisseld worden, omdat men niet altijd weet of een huis voor of na 1970 is gebouwd.
Een andere reden waarom de kleurcoderingen zijn aangepast is kleurenblindheid. De oude kleurcodering voor lichtnetbedrading gebruikte groen en rood voor respectievelijk fase en nul, kleuren die een kleurenblinde elektricien gemakkelijk kan verwisselen. Vandaar dat tegenwoordig bruin en blauw gebruikt worden.
Verder werd besloten om de grijze aardedraad (veiligheidsaarde) te vervangen door een draad met twee kleuren. Hierdoor kunnen kleurenblinden deze draad eenvoudig herkennen. Ook werd (vanwege stof e.d.) de zwarte draad soms voor grijs aangezien, waardoor gevaarlijke situaties konden ontstaan.
De aarddraad is tegenwoordig tweekleurig (geel en groen) en andere tweekleurige draden zijn niet toegestaan, waardoor deze belangrijke draad voor iedereen duidelijk herkenbaar is.
Vieraderige kabels hebben vaak geen blauwe ader. In dat geval mag de grijze ader niet als nul-ader gebruikt worden volgens NEN1010, bepaling 514.

## Overige toepassingen
Naast het transport van stroom kan het lichtnet tevens gebruikt worden om signalen te vervoeren. Bijvoorbeeld het x10-protocol waarmee apparaten geschakeld of lampen gedimd kunnen worden op afstand. Vanuit de centrale wordt ook een signaal doorgegeven waardoor de elektriciteitsmeter overschakelt van hoog naar laag tarief ("nachtstroom") en andersom.